# 미론

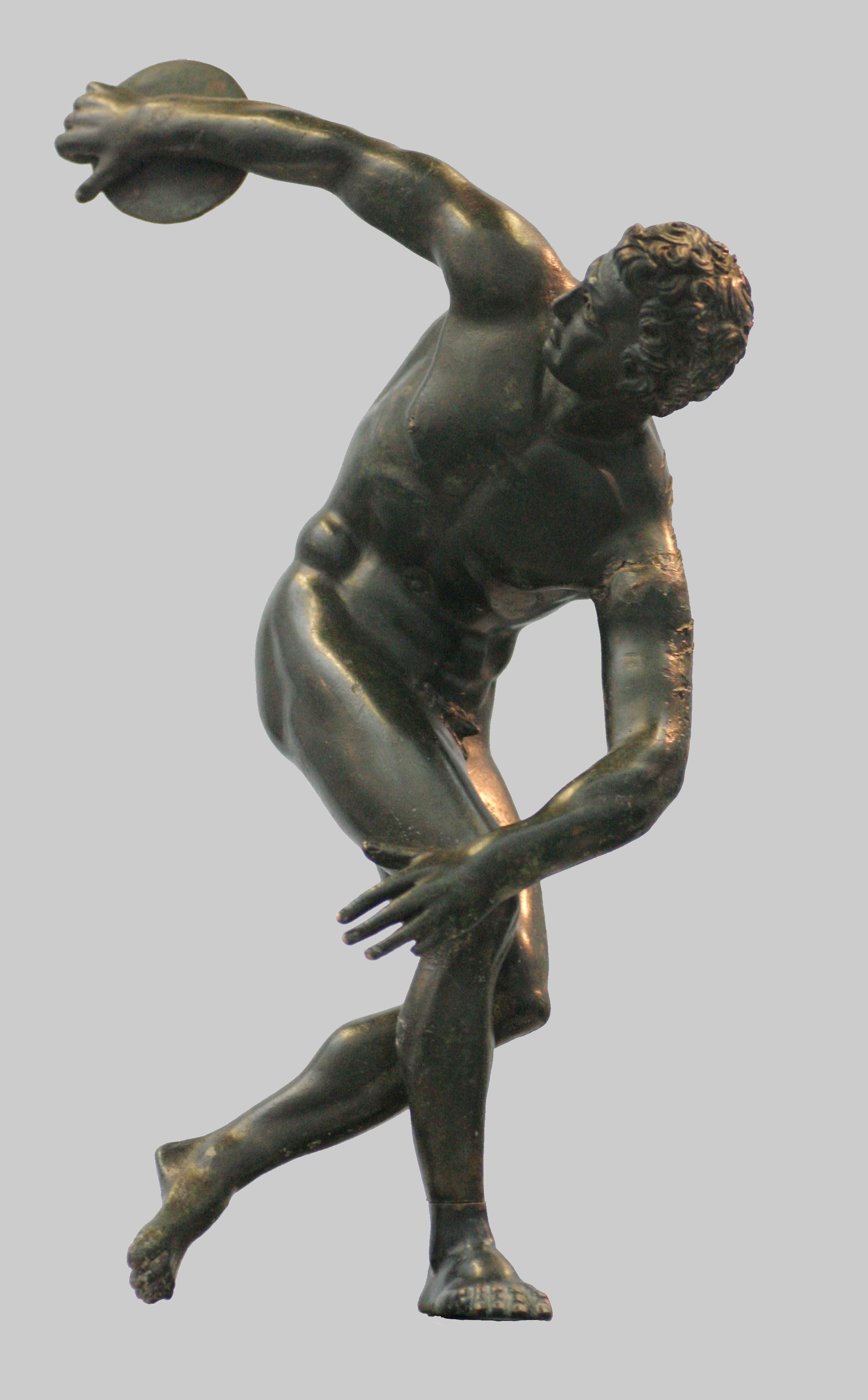
원반 던지는 사람

미론(Μύρων, 기원전 480년 ~ 기원전 440년 경)은 고대 아테나이의 조각가이다. 고졸기에서 고전기의 전환기에 선구적, 획기적인 역할을 하였다. 청동상 작가로 사실적이고 다양한 모티프를 가지고 격동하는 조각상을 만들었고 현실의 박진감을 나타냈다. 당시의 조각에서 미숙하였던 육체의 자유로운 운동 표현을 성취하였으며, 감정의 표출 까지도 성공하였다. 오늘날까지 남아 있는 그의 작품은 없으나, 《원반 던지는 사람》은 그의 작품을 그대로 옮긴 것으로 알려져 있다. 이 작품은 인간이 격렬하게 움직이는 순간의 자세를 잘 잡아 긴박하고 아름다운 느낌을 준다.